# Fresh Cream
Albums de Cream
Disraeli Gears
(1967)
Fresh Cream est le premier album du groupe Cream. Sorti en 1966, il s’agit de la première production du nouveau label « indépendant » de Robert Stigwood, Reaction Records. Il atteint la 6e place des ventes au Royaume-Uni et la 39e aux États-Unis. La version britannique ne contient pas la chanson I Feel Free (parue en single) tandis que Spoonful ne figure pas sur la version américaine. L’édition de 2000 contient les deux chansons.
En 2003, l’album est classé à la 101e place dans la liste du magazine Rolling Stone des 500 plus grands albums de tous les temps.

## Liste des pistes
| No  | Titre                                      | Auteur                 | Durée |
| --- | ------------------------------------------ | ---------------------- | ----- |
| 1.  | I Feel Free                                | Jack Bruce, Pete Brown | 2:51  |
| 2.  | N.S.U.                                     | Bruce                  | 2:43  |
| 3.  | Sleepy Time Time                           | Bruce, Janet Godfrey   | 4:20  |
| 4.  | Dreaming                                   | Bruce                  | 1:58  |
| 5.  | Sweet Wine                                 | Ginger Baker, Godfrey  | 3:17  |
| 6.  | Spoonful                                   | Willie Dixon           | 6:30  |
| 7.  | Cat's Squirrel                             | S. Splurge             | 3:03  |
| 8.  | Four Until Late (arrangement Eric Clapton) | Robert Johnson         | 2:07  |
| 9.  | Rollin' and Tumblin'                       | Muddy Waters           | 4:42  |
| 10. | I'm So Glad                                | Skip James             | 3:57  |
| 11. | Toad                                       | Baker                  | 5:11  |

## Musiciens
- Eric Clapton : guitare, chant
- Jack Bruce : basse, harmonica, chant
- Ginger Baker : batterie, percussions, chant